# Giovanni Battista Spínola
Giovanni Battista Spínola (Gênova, 6 de julho de 1681 - Albano Laziale, 20 de agosto de 1752) foi um cardeal do século XVIII

## Biografia
Nasceu em Gênova em 6 de julho de 1681. De família patrícia. O mais velho dos sete filhos de Francesco Spinola e Maria Negroni. Dos outros seis irmãos, apenas uma filha se casou. Algumas fontes o chamam de júnior ; ou Giovanni Battista Spínola III; ou Giovan Battista Spínola. Sobrinho-neto do cardeal Gianfrancesco Negroni (1686), por parte de mãe. Parente do cardeal Niccolò Serra (1766), também por parte de mãe. Outros cardeais dos vários ramos da família Spinola foram Agostino Spinola (1527); Filippo Spinola (1583); Orazio Spinola (1606); Agustín Spínola (1621); Giandomenico Spinola (1626); Giulio Spínola (1666); Giambattista Spinola , sênior (1681); Giambattista Spinola , júnior (1695); Nicola Gaetano Spinola (1715); Giorgio Spinola (1719); Girolamo Spinola (1759); e Ugo Pietro Spinola (1831)
Foi para Roma com quinze anos e estudou no Seminário Romano ; mais tarde, ele continuou seus estudos sob a direção de seu tio-avô, o cardeal Negroni, estudando direito canônico, civil e penal na Universidade La Sapienza, onde obteve o doutorado.
Auditor de seu tio, o cardeal. Camareiro particular de Sua Santidade, 1707. Entrou na prelatura romana, 1711. Governador de Benevento, 26 de outubro de 1712; enquanto naquela cidade, por sua boa condução dos negócios, obteve o favor do cardeal Vincenzo Maria Orsini, seu arcebispo, futuro Papa Bento XIII. Relator da SC da Sagrada Consulta e auditor do Cardeal Annibale Albani, camerlengo da Santa Igreja Romana, 1717. Clérigo da Câmara Apostólica, 1722. Governador de Castelnuovo, 1723. Secretário da SC da Sagrada Consulta, setembro de 1724 .Recebeu o diaconato em abril de 1726.
Ordenado em 15 de fevereiro de 1728, Roma, pelo Papa Bento XIII. Governador de Roma e vice-camerlengo da Santa Igreja Romana, de 30 de maio de 1728 a 28 de setembro de 1733.
Criado cardeal diácono no consistório de 28 de setembro de 1733; recebeu o chapéu vermelho e a diaconia de S. Cesareo em Palatio, 2 de dezembro de 1733. Legado em Bolonha, 2 de dezembro de 1733, por um triênio; prorrogado por outro triênio, 28 de setembro de 1736; vice-legado, 11 de março de 1740; última vez documentada no post, no dia 14 de outubro seguinte; seus anos em Bolonha foram muito difíceis porque a Itália foi sitiada por tropas estrangeiras e sofreu severas penúrias. Legado a latere nos ducados de Parma e Piacenza, mantendo sua outra legação, 8 de janeiro de 1734. Abade commendatario de Subiaco, 1738. Participou do conclave de 1740, que elegeu o Papa Bento XIV. Prefeito da SC da Imunidade Eclesiástica, 15 de junho de 1741, após a morte do cardeal Giacomo Lanfredini. Optou pelo título de S. Maria degli Angeli, em 23 de setembro de 1743. Camerlengo do Sagrado Colégio dos Cardeais, de 17 de janeiro de 1746 até 10 de abril de 1747.
Optou pela ordem dos bispos e pela sede suburbicária de Albano, em 15 de novembro de 1751. Consagrada, na manhã de domingo, 9 de abril de 1752, na capela paulina do Palácio Apostólico do Quirinale, Roma, pelo Papa Bento XIV, assistido por Cardeal Giovanni Antonio Guadagni, OCD, e pelo Cardeal Giuseppe Spinelli.
Morreu em Albano Laziale em 20 de agosto de 1752, Albano Laziale, de uma apoplexia sofrida durante uma visita à sua diocese. Transferido para Roma no dia seguinte. A capella papalis realizou-se a 23 de agosto de 1752, na igreja de Gesù , da casa professa da Companhia de Jesus, com a participação do Papa Bento XIV; e, conforme seu testamento, foi sepultado naquela mesma igreja, no túmulo da família Negroni, sem qualquer memorial fúnebre.